# Bundesstraße 33a
Die Bundesstraße 33a (Abkürzung: B 33a) ist eine sehr kurze deutsche Bundesstraße in Baden-Württemberg. Sie führt von der B 3 bzw. der B 33 in Offenburg zur Autobahnanschlussstelle Offenburg an der A 5. Die B 33a hat eine Länge von rund zwei Kilometern.

## LKW-Maut
Seit 1. Juli 2015 wird die Lkw-Maut auf der kompletten Bundesstraße fällig.